# Heradida bicincta
Heradida bicincta är en spindelart som beskrevs av Simon 1910. Heradida bicincta ingår i släktet Heradida och familjen Zodariidae. Inga underarter finns listade i Catalogue of Life.